# جاك بلوتنيك
جاك بلوتنيك (بالإنجليزية: Jack Plotnick)‏ هو ممثل أمريكي، ولد في 30 أكتوبر 1968 في الولايات المتحدة.

## أعمال

### أفلام
- (2004) قابل آل فوكر[5][6]
- (2008) بيفرلي هيلز تشيواوا[7][8]
- (2011) شاربي في مغامرة رائعة

### مسلسلات
- رجلان ونصف
- هاوس
- ويزردز أوف ويفرلي بليس[9]

## وصلات خارجية
- جاك بلوتنيك على موقع IMDb (الإنجليزية)
- جاك بلوتنيك على موقع قاعدة بيانات الأفلام العربية
- جاك بلوتنيك على موقع ألو سيني (الفرنسية)
- جاك بلوتنيك على موقع أول موفي (الإنجليزية)
- جاك بلوتنيك على موقع قاعدة بيانات الأفلام السويدية (السويدية)
- جاك بلوتنيك على موقع إن إن دي بي (الإنجليزية)
- جاك بلوتنيك على موقع قاعدة بيانات الفيلم (الإنجليزية)
- جاك بلوتنيك على موقع كينوبويسك (الروسية)